# 152-мм гармата зразка 1935 року (Бр-2)
152-мм гармата зразка 1935 року (Бр-2, індекси ГРАУ — 52-П-550 і 52-П-551) — радянська гармата великої потужності калібру 152,4 мм періоду Другої світової війни. Вона була першим у часі зразком створення радянської важкої гарматної артилерії в 1935—1945 роках, що випускався серійно. Гармата відрізнялась оригінальним компонуванням — використовувався гусеничний лафет, єдиний для ще двох потужних артилерійських систем. Попри невелику кількість вироблених гармат та ряд недоліків, гармата взяла участь у Німецько-радянській війні, була модернізована після її закінчення і довгий час стояла на озброєнні Радянської армії.

## Історія створення

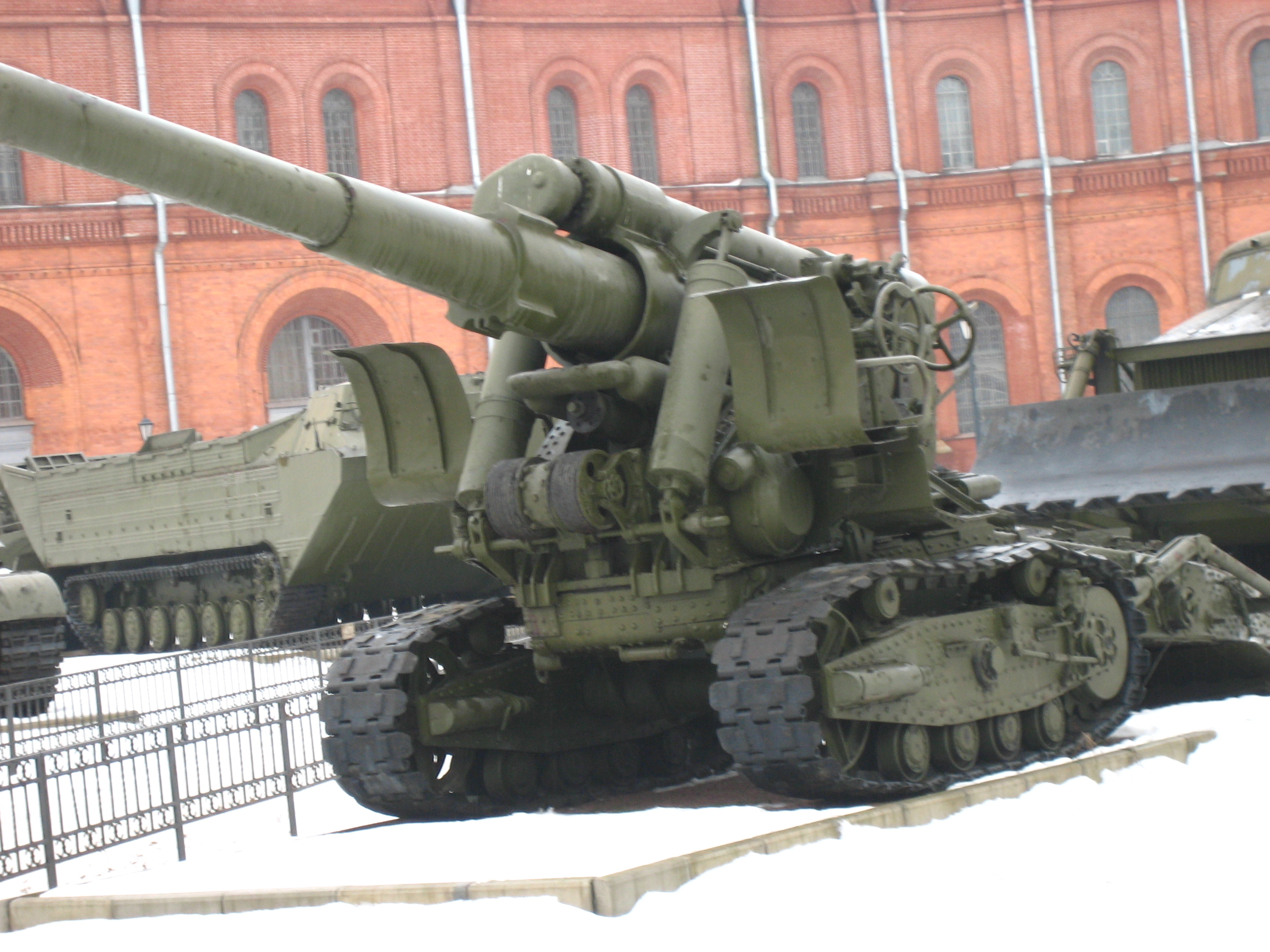
Бр-2 в Артилерійському музеї, Санкт-Петербург

Вже наприкінці XIX століття в артилерії провідних країн світу з'явився клас далекобійних гармат великої та особливої потужності, призначених для контрбатарейної боротьби, обстрілу важливих об'єктів у ближньому тилу супротивника, руйнування особливо міцних довготривалих фортифікаційних споруд. Практично всі такі гармати на обліку Російської імперії були імпортного виробництва, і до закінчення Громадянської війни вони морально застаріли та фізично зносилися. Тому керівництво СРСР, не маючи в 1920-х роках можливості придбання такого роду озброєнь за кордоном, віддало наказ про розробку практично з нуля гаубиць і гармат великої потужності.

### Гармати Б-10

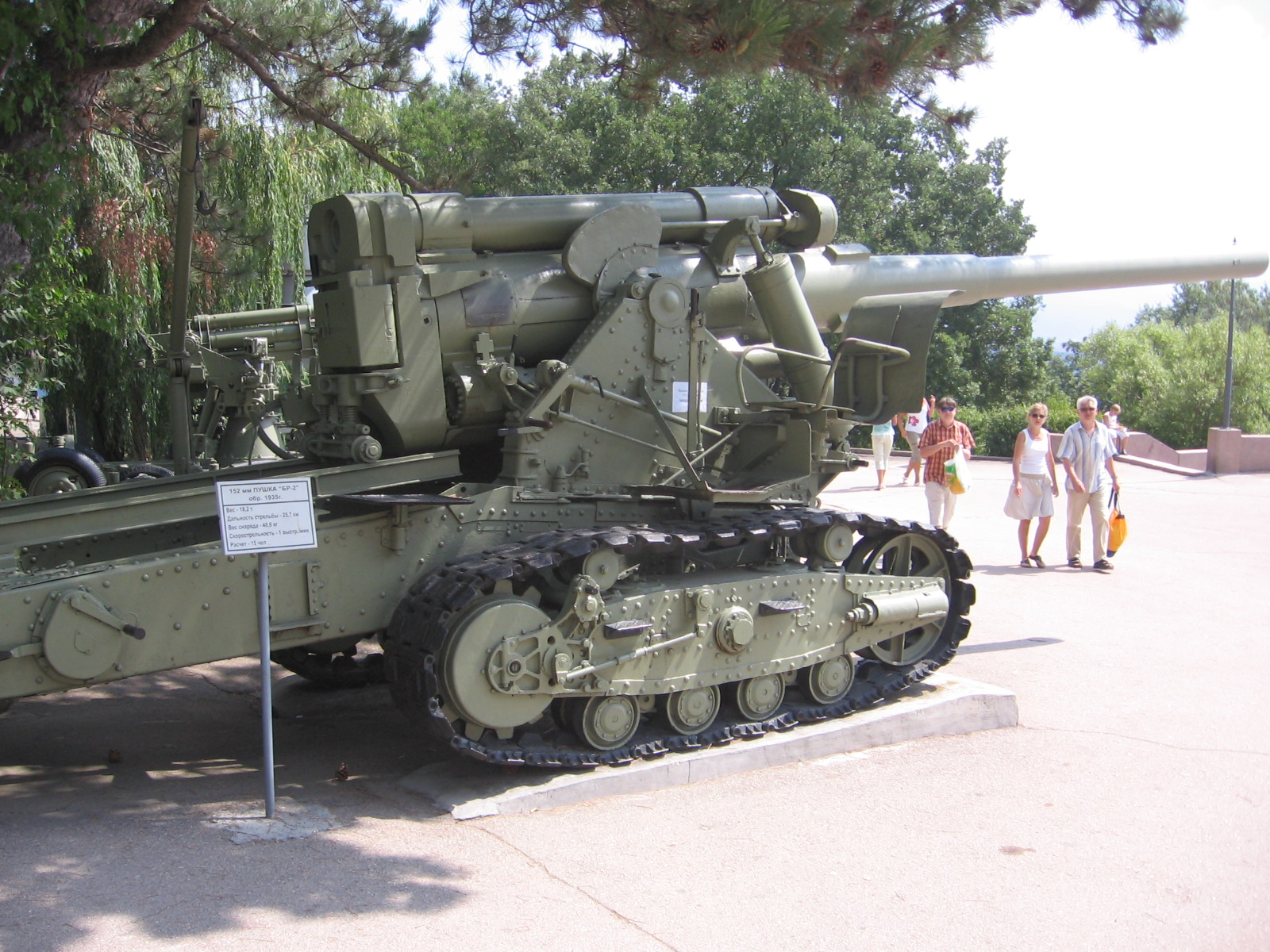
Бр-2 в Музеї на Сапун-горі, Севастополь

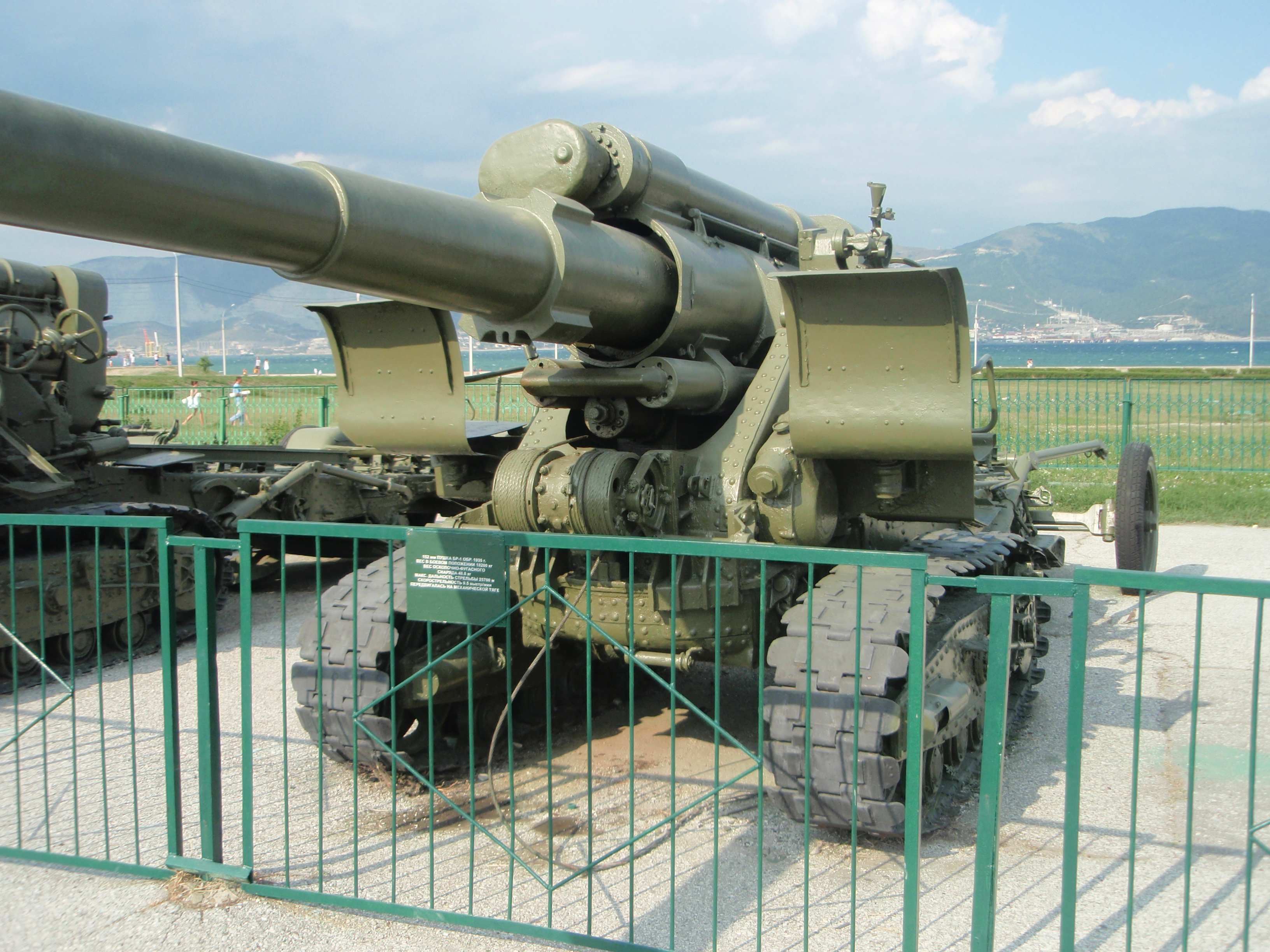
Бр-2 в музеї-заповіднику «Мала земля», Новоросійськ

Роботи зі створення далекобійних довгоствольних 152-мм гармат для артилерії резерву головного командування (АРГК) було розпочато у СРСР 21 вересня 1929 року, коли артилерійське управління (АУ) видало ленінградському заводу «Більшовик» (тогочасність Обухівський завод) тактико-технічні вимоги (ТТТ) на нові гармати. Перший ствол нової гармати, що отримав індекс Б-10 (всі гармати заводу «Більшовик» мали індекс, який складається з літери «Б» і цифрового позначення), був готовий у квітні 1932 року. Того ж року 10 травня почалися полігонні випробування гармати, поки ще без штатного лафета. Від листопада 1932 року до жовтня 1934 року проводилися повторні полігонні випробування перших двох зразків на штатному лафеті, а у 1935 році — військові випробування нової артсистеми. Випробування виявили ряд недоліків нової гармати, до найбільш суттєвих з них належали:
- низька швидкість вертикального наведення (ВН);
- невисока скорострільність;
- низька живучість.

В результаті система не витримала випробування.
Як наслідок, було вирішено гармату Б-10 на озброєння не приймати (тим більше, що вже були готові більш досконалі гармати Б-30 та Бр-2), а два виготовлених дослідних зразка вирішено було використовувати для різних експериментів. Зокрема ствол № 1 був перенарізаний для стрільби снарядами з нарізами, а ствол № 2 — для стрільби полігональними снарядами. Крім того, була зроблена спроба збільшити швидкість ВН установкою електропривода, вперше для радянських сухопутних гармат. Всі експерименти закінчилися невдало — нарізні та полігональні снаряди мають ряд специфічних недоліків (що було з'ясовано в ході випробувань на російських полігонах ще в XIX столітті), а забезпечити плавну наводку з допомогою електропривода не вдалося — для цього потрібна була муфта Дженні, як на приводах морських гармат. Військові моряки також зацікавилися можливістю використання Б-10 в береговій обороні, тому були створені проєкти гармати для буксирування і самохідної установки, остання на базі танка Т-28. Проєкт установки, призначеної для буксирування отримав індекс Б-25 і дійшов до стадії заводських випробувань, однак у підсумку був відхилений через ряд важко переборюваних недоліків та відмови армійського керівництва від прийняття на озброєння Б-10.
Концептуальні особливості Б-10 — балістичні характеристики і гусеничний рушій лафет — перейшли в проєкти подальших гармат Б-30 і Бр-2.

### Вибір між Б-30 та Бр-2
У 1930-х роках АУ зробило спробу створення триплексу великої потужності — 203-мм гаубиці, 152-мм гармати та 280-мм міномета на єдиному лафеті. Використання єдиного лафета давало ряд переваг — істотно здешевлювалася і спрощувалася розробка, виробництво і експлуатація гармат. Розробкою триплексу займалися конкуруючі конструкторські бюро двох заводів — ленінградського «Більшовик» і сталінградського «Барикади».
Проєкт заводу «Більшовик» отримав назву Б-30 (іноді використовувався індекс Б-10-2-30). Нова гармата була накладенням дещо зміненого ствола гармати Б-10 на гусеничний лафет 203-мм гаубиці Б-4. Перша гармата Б-30 прибула на полігон 21 липня 1935 року. За результатами військових випробувань, гармата була рекомендована до прийняття на озброєння, за умови усунення виявлених недоліків. Наприкінці 1936 року на заводі «Більшовик» була виготовлена партія з шести гармат, одна з яких була встановлена на дослідній самохідній установці СУ-14. Гармати Б-30, як і Б-10, використовувалися для проведення серії експериментів, що стосуються різних систем нарізки стволів. Так, випробовувалася система нарізки фірми «Ансальдо» змінної глибини, а також знову ж таки стрільба снарядами з готовими нарізами. Усі випробування завершилися невдало. Також були виготовлені стволи для Б-30 збільшеної довжини (55 калібрів) і нормальної довжини, але з поглибленою нарізкою. У результаті, Б-30 на озброєння не була прийнята. Доля інших до цього часу залишається неясною.
Проєкт заводу «Барикади» отримав назву Бр-2 (літери «Бр» й цифровий індекс мали у назві всі гармати, розроблені на цьому заводі). Як і Б-30, ця гармата являла собою накладення ствола Б-10 на лафет Б-4. Від Б-З0 гармата відрізнялася будовою ствола (скріпленим замість вільної труби), наявністю зрівноважувального механізму й незначними змінами в ударному механізмі затвора. Дослідний зразок Бр-2 прибув на полігон 9 грудня 1931. Полігонні випробування гармати не пройшли через неврівноваженість, низьку скорострільність, туге замикання затвора й ряд інших проблем. Проте, всупереч рекомендації полігону, АУ направило Бр-2 на військові випробування, які проходили з 7 по 24 березня 1936 року та були припинені унаслідок руйнування гармати. Комісії обох полігонів віддавали перевагу Б-30, проте за незрозумілих причин керівництво АУ вибрало для прийняття на озброєння Бр-2. Відомий історик російської та радянської артилерії О. Б. Широкорад вважає, що даний вибір мав суб'єктивний характер, він відзначає, що причетні до цього рішення керівники АУ згодом були притягнені до відповідальності.

## Удосконалення гармати

### Збільшення живучості ствола

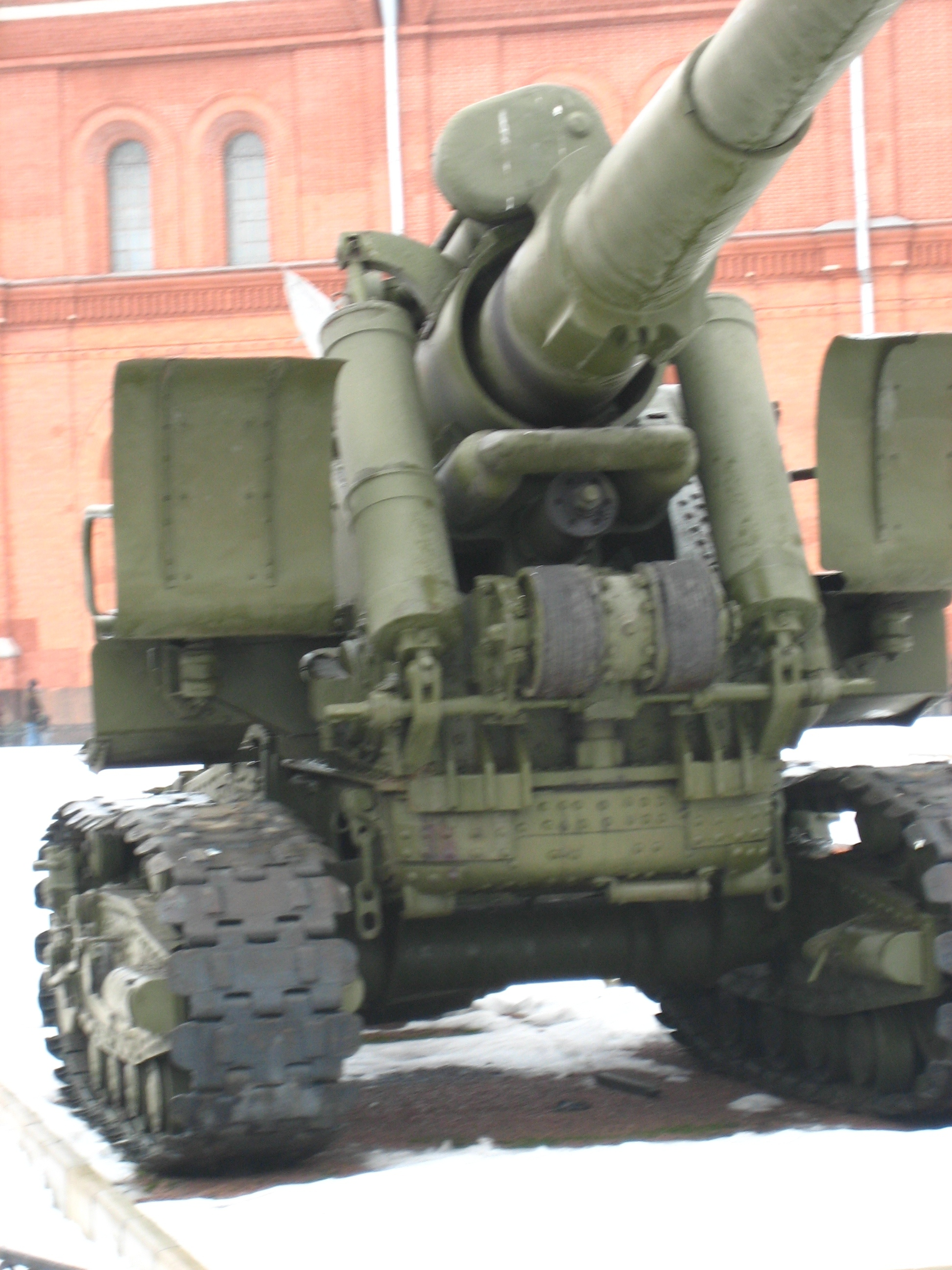
Бр-2 у Артилерійському музеї, Санкт-Петербург. Вигляд спереду, крупний план

Серійне виробництво гармат Бр-2 почалося 14 березня 1936 року (тобто ще до завершення військових випробувань), причому, на відміну від дослідного зразка, серійні гармати було вирішено випускати з вільної трубою типу Б-30. Прийнята на озброєння гармата мала ряд дефектів, зокрема, надзвичайно низьку живучість ствола (близько 100 пострілів; ця величина оцінюється за зменшенням початкової швидкості снаряду від паспортного значення до деякої мінімально допустимої межі). Рішення цієї проблеми пішло за двома напрямками — був створений і випробуваний зразок гармати з більш довгим стволом (55 калібрів), а також випробуваний ствол з більш глибокою нарізкою і зменшеною каморою. У підсумку був обраний перший варіант, з 1938 року почалося виробництво гармат з глибокою нарізкою. При цьому було заявлено, що живучість ствола збільшилася в п'ять разів, що є сумнівним у світлі допущених при випробуваннях послаблень до критерію оцінки цього параметра (допустиме падіння початкової швидкості снаряда збільшили з 4 до 10 %).

### Гармата Бр-19
Наступною спробою модернізації Бр-2 стала гармата Бр-19. Дана гармата являла собою доопрацювання Б-30 з використанням вже відпрацьованих у серійному виробництві вузлів Бр-2 — ствола із поглибленою нарізкою і затвора. Військові випробування Бр-19 проходили спільно з Бр-2 (пізній варіант із поглибленою нарізкою) з 25 листопада до 30 грудня 1939 року. За результатами випробувань було відзначено перевагу Бр-19 перед Бр-2, перша система була рекомендована для прийняття на озброєння замість останньої. Було розпочато відпрацювання робочих креслеників Бр-19 для серійного виробництва, яке, з нез'ясованих поки причин, так і не почалося.

### Модернізації лафету
Інший напрям модернізації Бр-2 стосувався поліпшення рухливості гармати за рахунок введення колісного ходу, оскільки гусеничний лафет гармати мав значну кількість недоліків (див. Оцінка проекту). Спроби модернізації гусеничного лафета (наприклад, експерименти у 1939 році з новим ходом Т-117) до позитивних результатів не привели. Колісний ствольний віз Бр-15 в 1940 році був рекомендована до прийняття на озброєння, але в підсумку прийнятий не був через недоцільність наявності ствольного возу підвищеної рухливості при наявності гусеничного лафета низької рухливості.
У 1938 році АУ затвердив тактико-технічні вимоги до розробки дуплексу великої потужності (152-мм гармата Бр-2 і 203-мм гаубиця Б-4) нового колісного лафета, у 1940 році даний лафет пропонувалося розробити також і для 280-мм міномета Бр-5. Новий лафет повинно було розробляти КБ заводу № 172 (Пермський завод) під керівництвом Ф. Ф. Петрова. Лафет отримав індекс М-50, але роботи по ньому йшли вкрай повільно через велику завантаженість КБ роботами за іншими системами. У результаті до початку війни все обмежилося розробкою проекту, після чого всі роботи були припинені.
У 1955 році Бр-2 пройшли капітальну модернізацію, для гармати був розроблений новий колісний лафет. Перевезення гармати стало нероздільним, швидкість перевезення істотно (до 35 км/год по шосе) збільшилася. Модернізована гармата отримала індекс Бр-2М.

### Досліди та експерименти
Гармата Бр-2 використовувалася в дослідах з понаддальньою стрільбою бронебійними снарядами з піддоном, що відокремлюється. При цьому для ствола гармати була виготовлена спеціальна вільна труба калібром 162 мм і снаряди із зірчастими піддонами калібром 162/100 мм. Після покидання каналу ствола під час пострілу піддон калібру 162 мм відокремлювався, і далі політ продовжував вторинний снаряд калібру 100 мм. Випробування проходили у 1940 році та закінчилися невдало (відзначався неправильний політ снаряду, складність заряджання й інші проблеми), при цьому ствол гармати був пошкоджений. Тоді ж проводилися досліди зі стрільби із штатної гармати підкаліберними снарядами з поясковим піддоном калібру 152/107 мм, що також закінчився невдачею — виявилося, що дальність стрільби підкаліберним снарядом ненабагато перевищувала аналогічний показник для штатного снаряду.

### Гармата Бр-21
Також на базі Бр-2 була створена 180-мм гармата Бр-21. Гармату було створено на заводі «Барикади» в ініціативному порядку, при цьому ставилась мета використання накопичених на заводі стволів Бр-2, з тих чи інших причин не прийнятих військовою приймальною комісією (в основному — з дрібною нарізкою). Ствол Бр-2 розточувався до калібру 180 мм, накладався на стандартний лафет гармати Б-4. 20 грудня 1939 року гармата надійшла на полігонні випробування і успішно пройшло їх, продемонструвавши у порівнянні з Бр-2 істотно кращу купчастість, а також кращу дію по укріплених спорудах. Проте на озброєння гармату прийнято не було, оскільки калібр 180 мм не використовувався сухопутною артилерією, а снаряди морських 180-мм гармат для нього не підходили. Відповідно, для Бр-21 довелося б розробляти та виготовляти нові снаряди.

## Виробництво
Гармати Бр-2 серійно вироблялися на сталінградському заводі «Барикади» з 1937 до 1940 рік. Всього було випущено не менше 37 гармат, у тому числі частина гармат (ймовірно, дослідні зразки) була випущена до 1937 року. У 1937 році було випущено 7 гармат із дрібною нарізкою, згодом випускалися тільки гармати з глибокою нарізкою. У 1938 році гармата не випускалася, в 1939 році було випущено 4 гармати, в 1940 році — ще 23, після чого серійне виробництво Бр-2 було закінчено.

## Опис конструкції

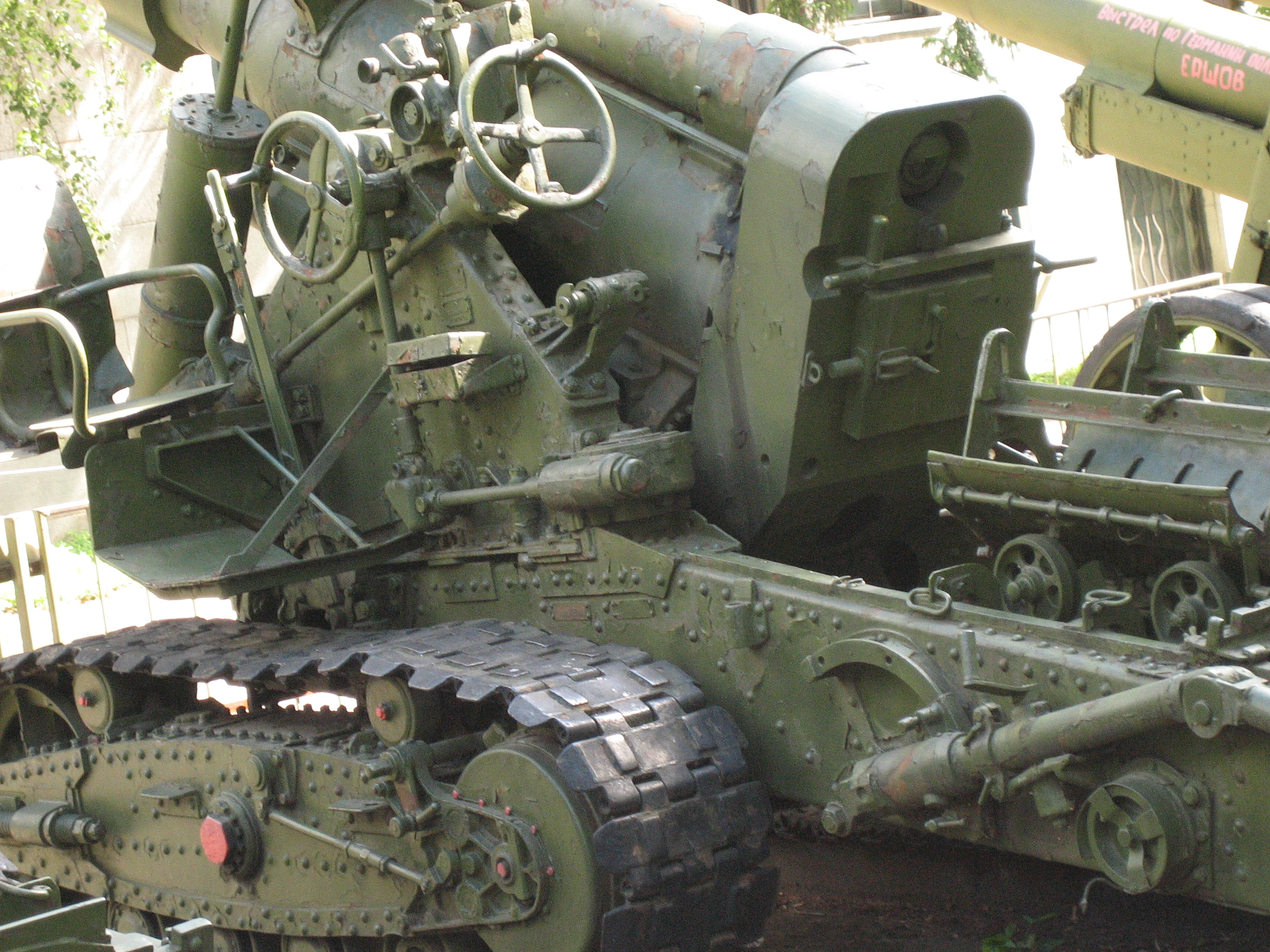
Казенна частина та органи наведення Бр-2, Центральний музей Збройних Сил, Москва

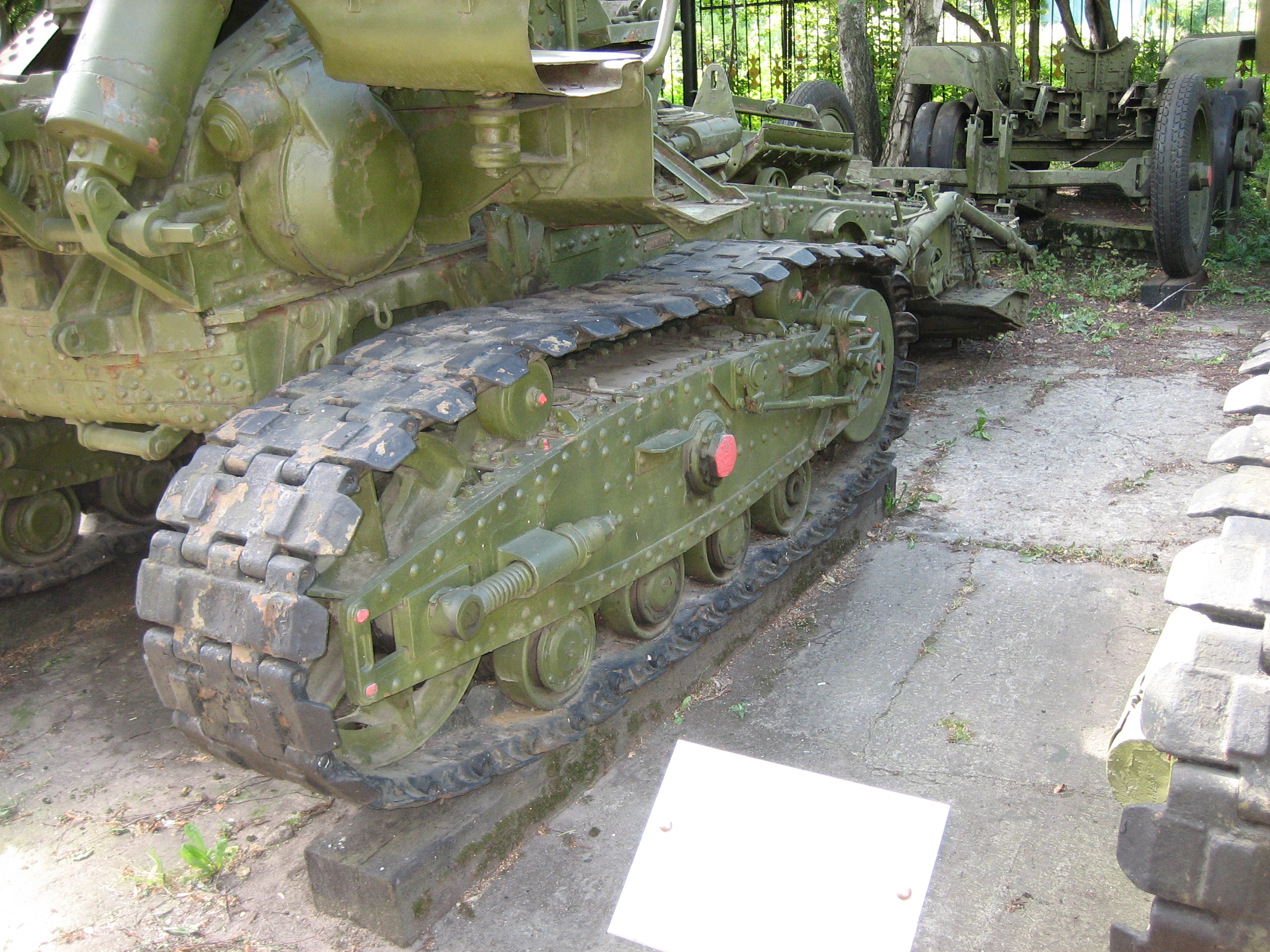
Гусеничний хід Бр-2 крупним планом, Центральний музей Збройних Сил, Москва

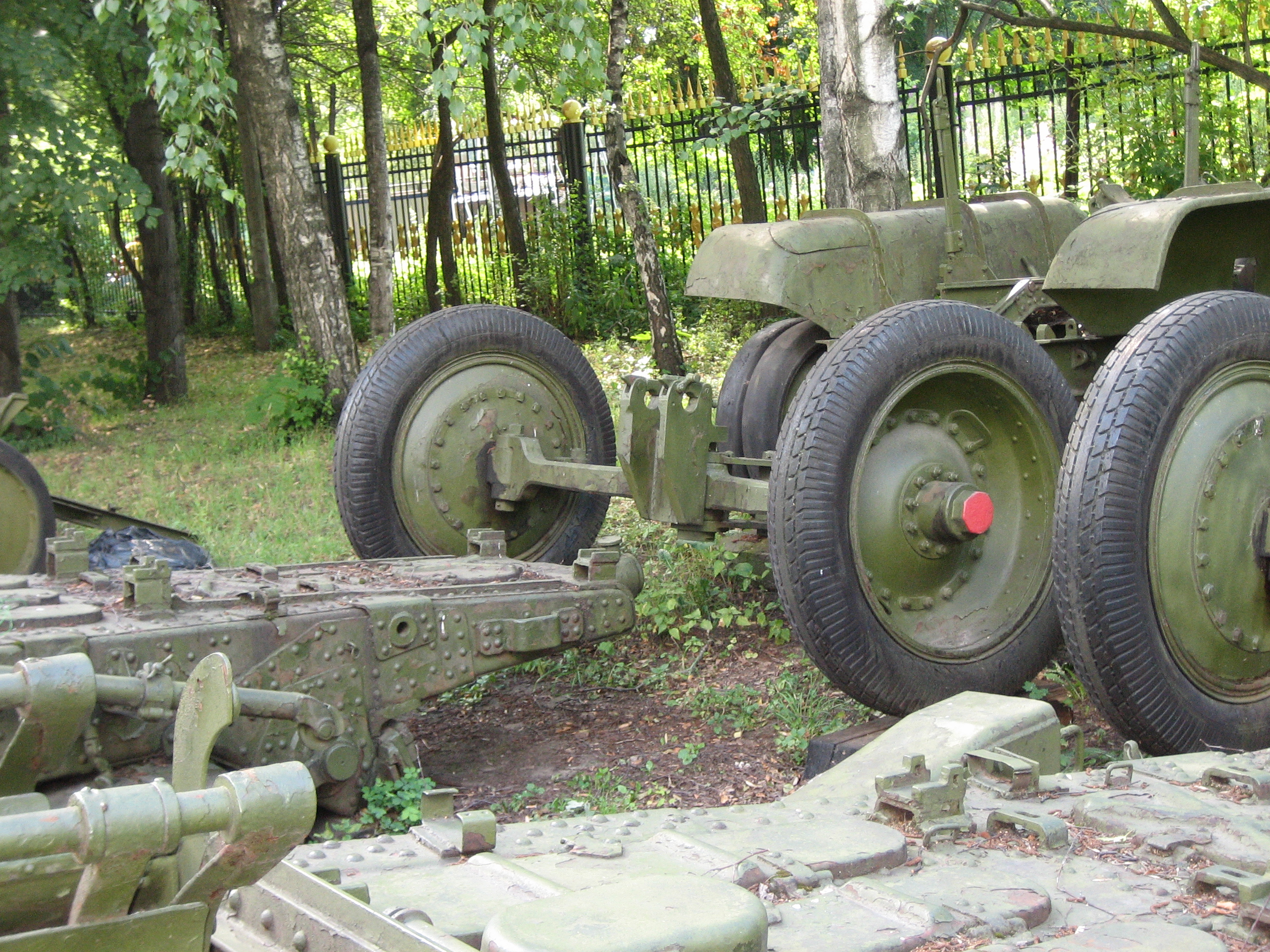
Колісний ствольний віз Бр-2 у Центральному музеї Збройних Сил, Москва

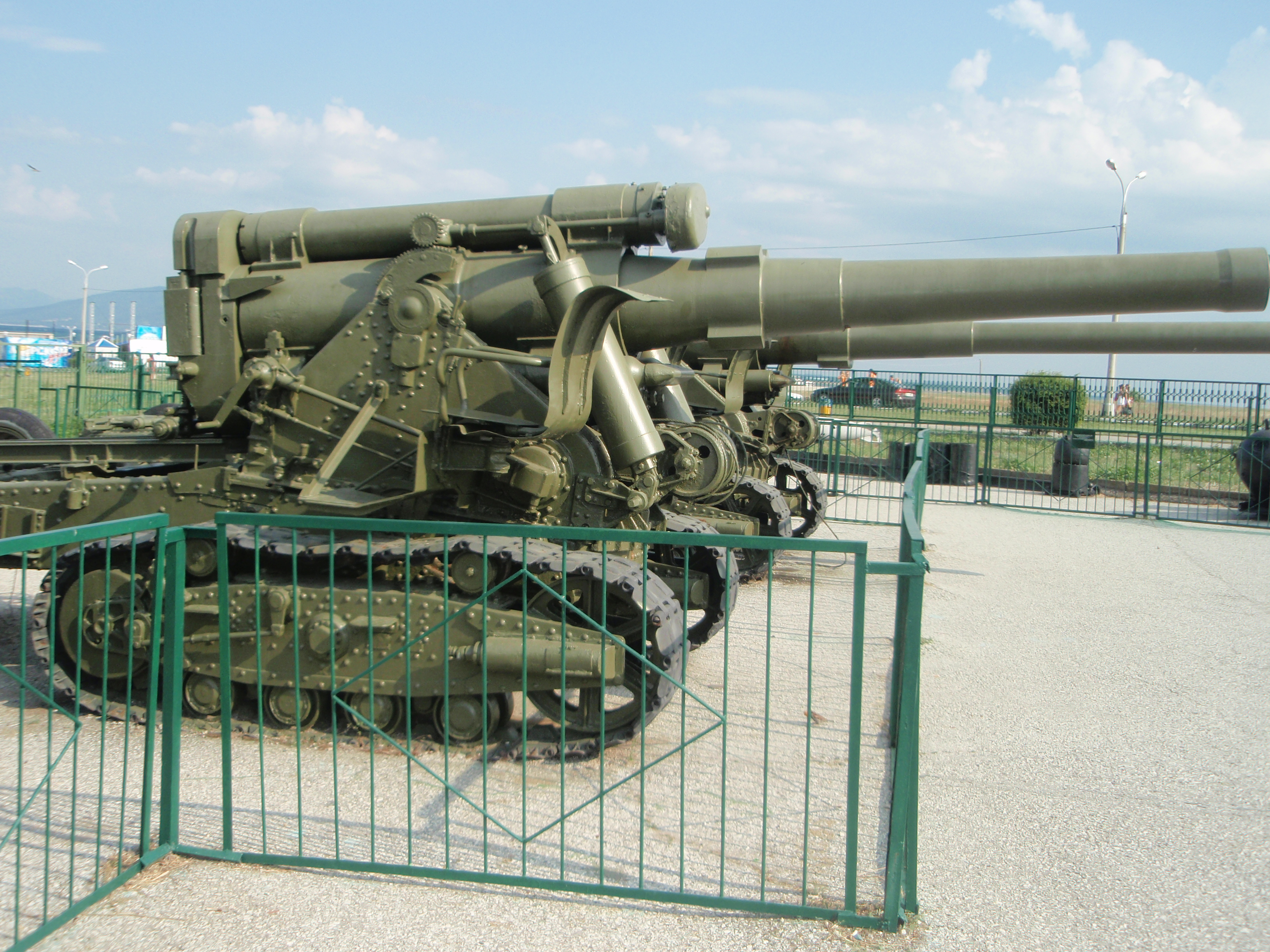
Бр-2 (правий борт) у музеї-заповіднику «Мала земля», Новоросійськ

Гармата Бр-2 є довгоствольною, розміщена на однобрусному лафеті з гусеничним ходом. Той же лафет з невеликими конструктивними змінами використовувався для 203-мм гаубиці Б-4 та 280-мм міномету Бр-5. До основних конструктивних особливостей гармати відносяться:
- Ствол з вільною трубою довжиною 47,2 калібру.
- Затвор поршневого типу.
- Гідравлічне гальмо відкочування.
- Гідропневматичний накатник.
- Довжина відкату мінлива.
- Картузне зарядження гармати. Для полегшення подачі снарядів із ґрунту був спеціальний кран з лебідкою.

Лафет має спеціальний гідропневматичний зрівноважувальний механізм штовхального типу. На невеликі відстані гармата могла переміщатися в нерозібраному вигляді зі швидкістю 5-8 км/год, на великі відстані система переміщалася в розібраному вигляді — ствол окремо на спеціальному гарматному возі, лафет окремо. Гарматний віз Бр-10 (гармата випуску 1937 року комплектувалися візком Бр-6) — колісний, загальна маса возу зі стволом — 11 100 кг. Віз складався з корпусу, переднього ходу зі стрілою механічної тяги, заднього ходу, гальмівного пристрою і пристрою для переозброєння системи. Також міг використовуватися гусеничний ствольний візок Б-29 загальною масою зі стволом 13 420 кг. У звіті порівняльних випробувань возів Бр-10 і Б-29 від 7 серпня 1938 року зазначено: «Обидві вози погані і не відповідають висунутим вимогам». Візок Б-29 був переобтяжений і мав велике зусилля зрушування, віз Бр-10 мав недостатню прохідність та застрягав на поганих ґрунтових дорогах, у канавах тощо. Час переходу гармати з похідного положення в бойове при роздільному перевезенні становило від 45 хвилин до 2 годин. Буксирувалась гармата гусеничними тягачами «Ворошиловец», стволові вози — менш потужними гусеничними тягачами «Комінтерн».

## Організаційно-штатна структура

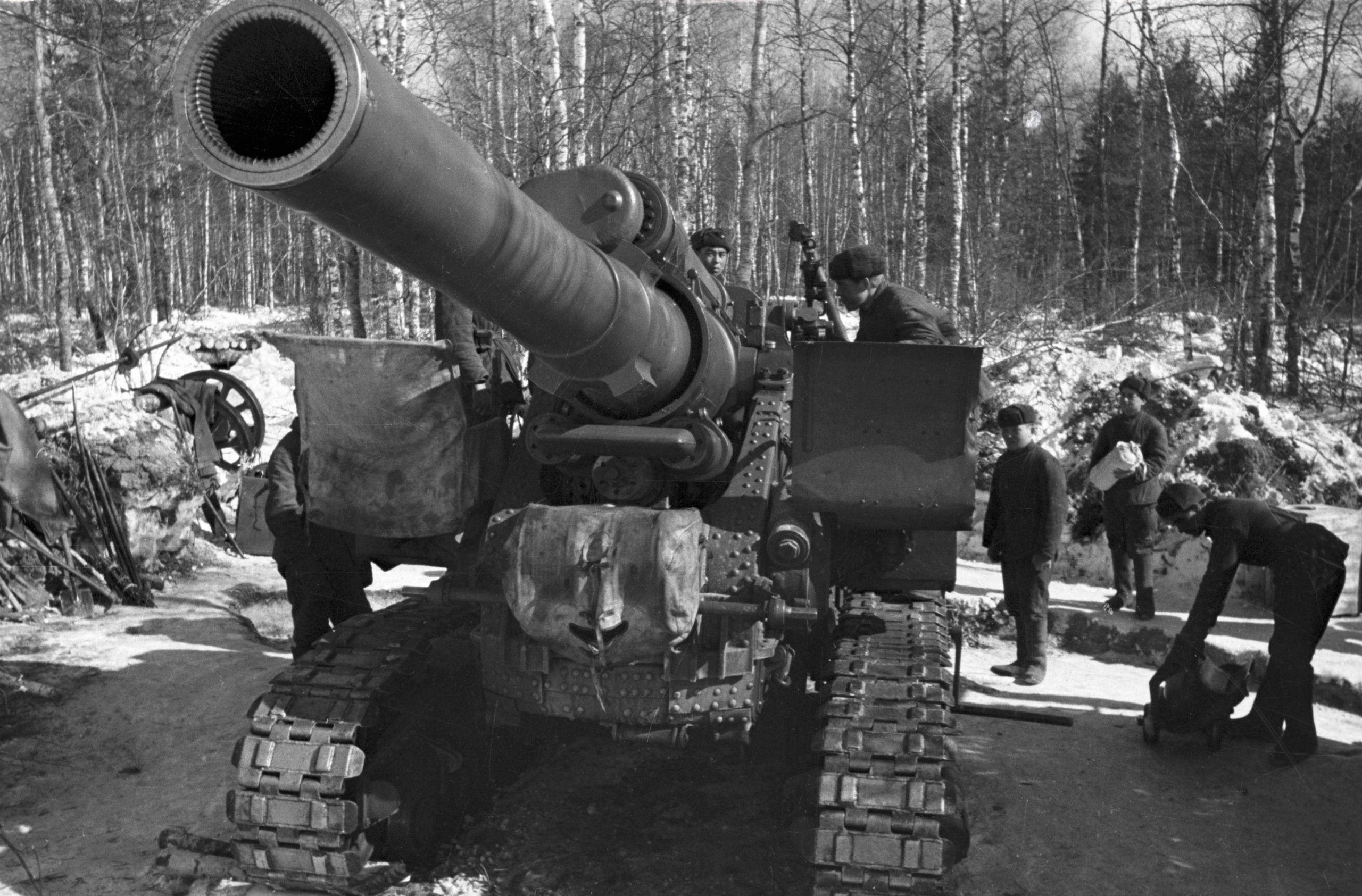
Розрахунок на позиції, артилеристи ведуть вогонь по противнику на підступах до Москви, 1 жовтня 1941 року.

Станом на червень 1941 року гармати Бр-2 входили до складу важкого гарматного полку резерву Верховного Головного Командування (ВГК). У полк входило 4 дивізіони трьохбатарейного складу, у кожній батареї було по дві гармати, тобто загальне число Бр-2 в полку становило 24 гармати. Крім того, Бр-2 стояли на озброєнні двох окремих двохгарматних батарей. Після початку війни гармати використовувалися в складі окремих дивізіонів по 6 гармат. Пізніше організаційно-штатна структура знову змінилася — був введений гарматний полк особливої потужності, що складався з чотирьох батарей по дві гармати. На своєму озброєнні гарматний полк особливої потужності мав шість 152-мм гармат Бр-2 і дві 210-мм гармати Бр-17. Станом на травень 1945 року частини ВГК містили чотири таких полки.

## Служба та бойове застосування
Гармати Бр-2 призначалися для ураження різних об'єктів у ближньому тилу ворога — командних пунктів високого рівня, складів, польових аеродромів, залізничних станцій, скупчень військ, далекобійних батарей, а також руйнування фортифікаційних споруд вертикального типу стрільбою прямим наведенням.
Гармати Бр-2 або Б-30 брали участь у Радянсько-фінській війні, при цьому одна гармата була втрачена.
Станом на червень 1941 року, всього в РККА було 37 гармат Бр-2 (за іншими даними — 38 гармат), у військах же знаходилося 28 гармат, які входили до складу одного важкого гарматного полку РВГК і двох окремих батарей (останні перебували в Архангельському військовому окрузі для використання в цілях берегової оборони). Інші перебували на складах і полігонах, в основному це були гармати з дрібною нарізкою і дослідні гармати. Про бойове застосування гармат Бр-2 відомо дуже мало, зокрема, є відомості про їх використання в Курській битві. Також ці гармати були в артилерійській групі 8-ї гвардійської армії у квітні 1945 року, гармати використовувалися для ураження цілей на Зеєловських висотах у ході Берлінської наступальної операції. У 1944 році було здійснено 9,9 тис. пострілів з Бр-2 (на Ленінградському (7,1 тис. пострілів), 1-му Прибалтійському і 2-му Білоруському фронтах), в 1945 році — 3036 пострілів, в 1942 і 1943 роках витрата снарядів цих гармат не фіксувалась. Ймовірно, у Другій Світовій війні гармати цього типу втрат не мали, оскільки до 1 травня 1945 року в частинах РВГК значилося їх стільки ж, скільки їх було на початок війни — 28. Даний факт пов'язаний з дуже обережним використанням гармат великої потужності, а також їх своєчасною евакуацією в 1941 році із західних районів країни в тил.
Модернізовані гармати Бр-2М перебували на озброєнні як мінімум до 1970-х років.

## Модифікації і дослідні гармати на базі Бр-2
- Бр-2 зі скріпленим стволом — дослідний зразок.
- Бр-2 з дрібною нарізкою ствола (індекс ГАУ — 52-П-550) — випущено не менше 7 шт. в 1936—1937 роках.
- Бр-2 зі стволом калібру 162 мм — дослідний зразок.
- Бр-2 з глибокою нарізкою ствола (індекс ГАУ — 52-П-551) — випущено 27 шт. в 1939—1940 роках.
- Бр-21 — дослідна гармата калібром 180 мм.
- Бр-2М — ствольна група Бр-2 на новому колісному лафеті, на озброєнні з 1955 року.
- Д-4 — ствол із балістикою Бр-2 на модифікованому лафеті гаубиці-гармати МЛ-20. Дослідний зразок.

## Самохідні артилерійські установки з Бр-2
Гармата Бр-2 встановлювалася на дослідну самохідно-артилерійську установку (САУ) СУ-14-1, подану на полігонні випробування 16 травня 1936 року спочатку з 203-мм гаубицею Б-4. Ця САУ відкритого типу загальною масою до 48 тонн була побудована на модифікованому шасі важкого танка Т-35 із використанням вузлів і агрегатів середнього танка Т-28. Полігонні випробування СУ-14-1 пройшли невдало, хоча відзначався можливий потенціал подальшого вдосконалення конструкції. У 1937 році установку здали на склад, у зв'язку з арештом одного з її розробників П. Н. Сячинтова. У 1940 році, з початком Радянсько-фінської війни, установку вирішили підготувати для бойових дій; вважалося, що потужна гармата ефективно руйнуватиме укріплення лінії Маннергейма. Однак доопрацювання установки, що включало посилення бронювання з допомогою броньових екранів і установку закритої броньової рубки, затягнулася, на фронт САУ потрапити не встигла й залишилася на полігоні в Кубинці. Модифікована таким чином самохідка відома в літературі під назвою СУ-14Бр-2. Восени 1941 року під час наближення німецьких військ до полігону СУ-14Бр-2 вела по них вогонь з дальніх дистанцій. Також гармата встановлювалася на дослідну самохідно-артилерійську установку Об'єкт 212.

## Оцінка проекту

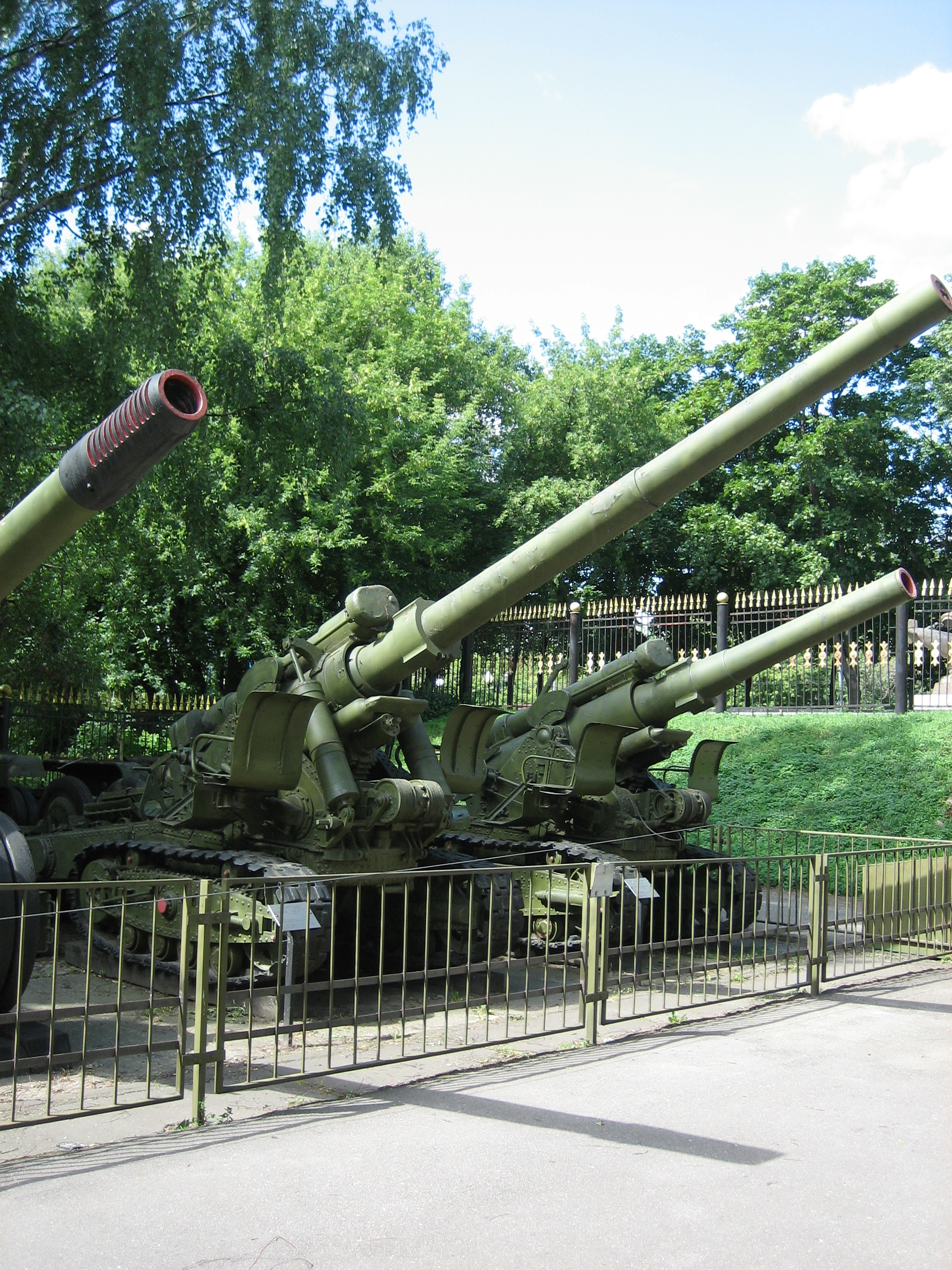
Бр-2 у Центральному музеї Збройних Сил, Москва. На задньому плані — 203-мм гаубиця Б-4

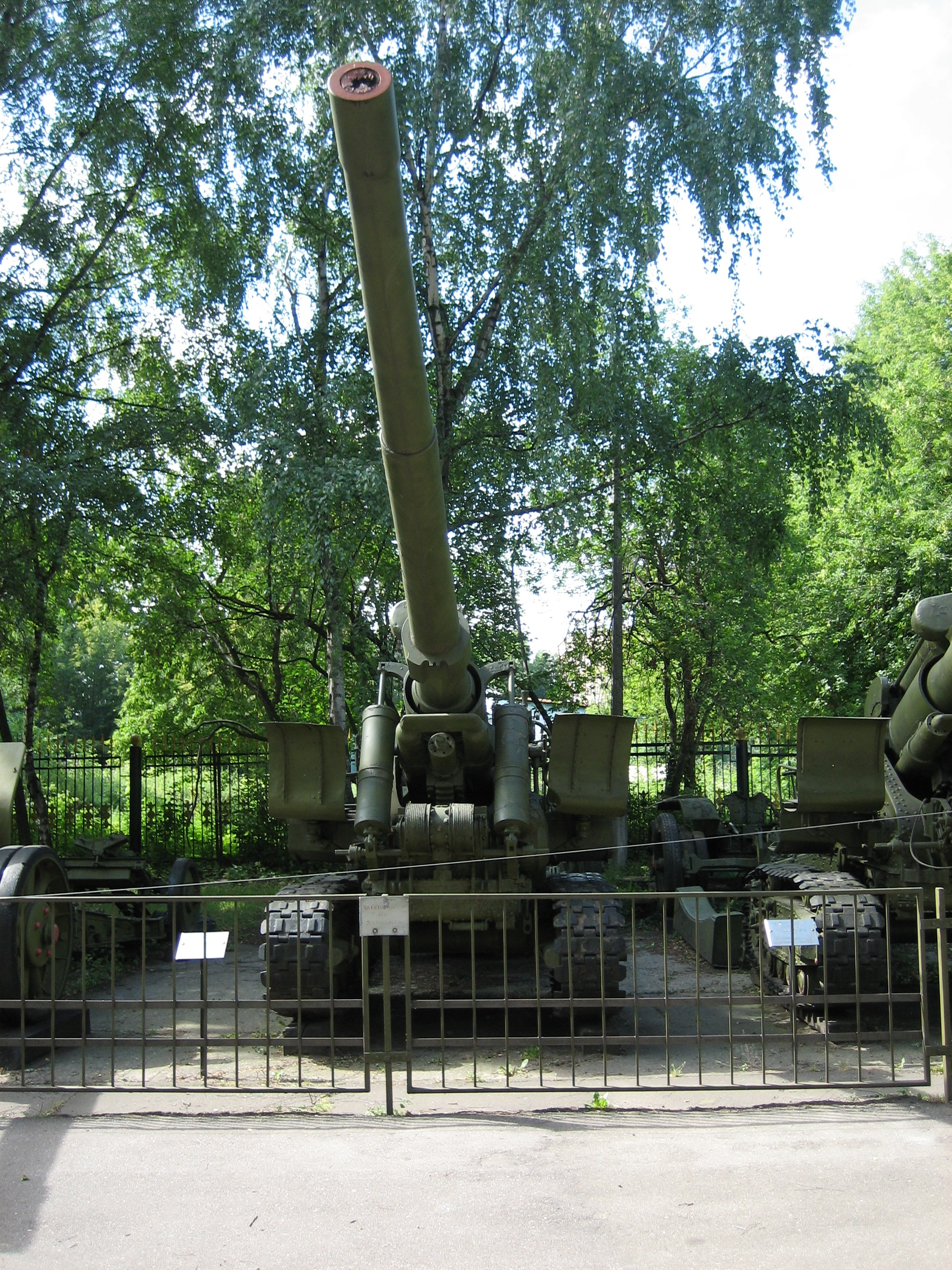
Бр-2, вид спереду. Центральний музей Збройних Сил, Москва

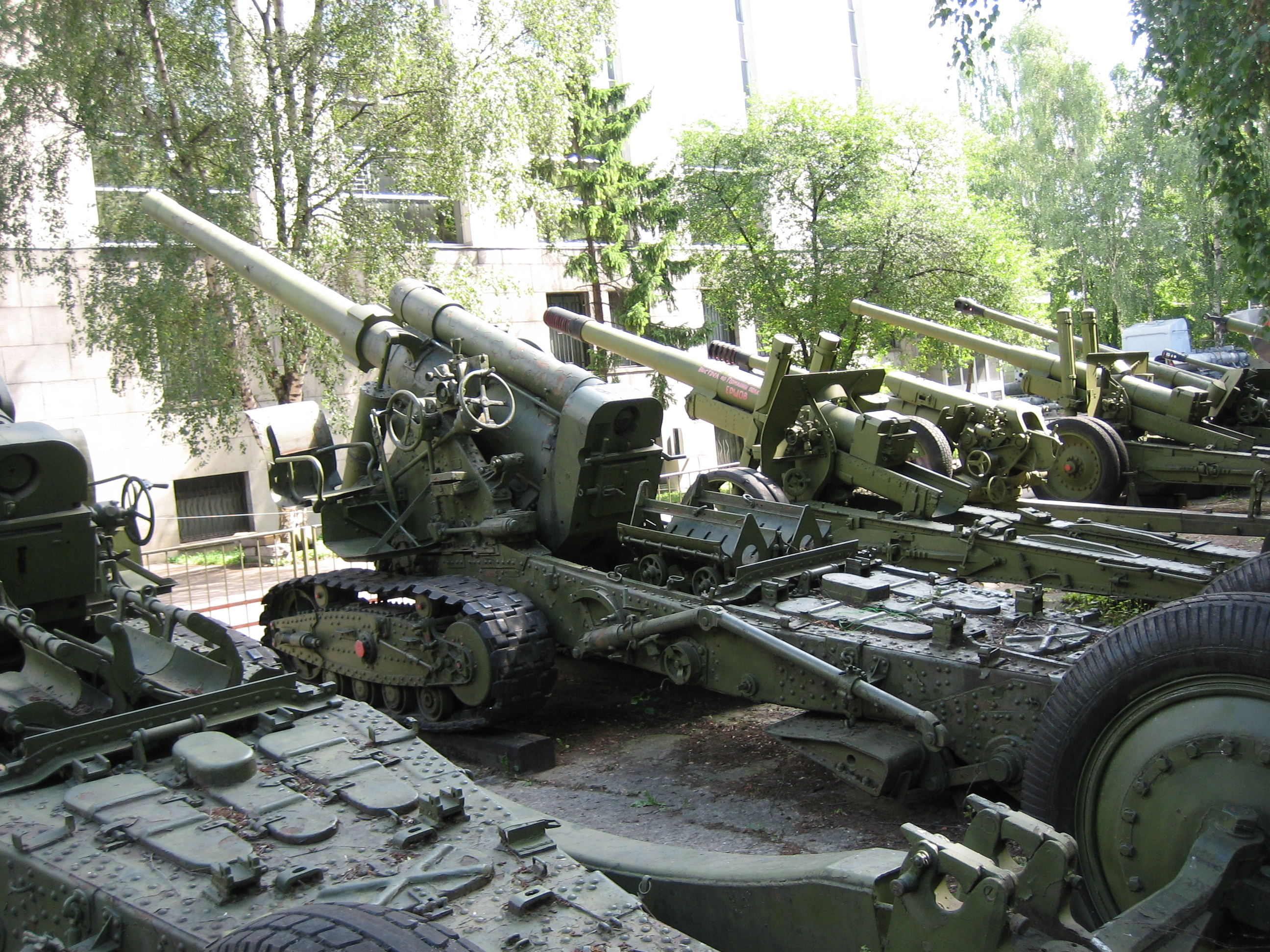
Бр-2, вигляд зліва-ззаду, Центральний музей Збройних Сил, Москва. На задньому плані — 152-мм гаубиця-гармата МЛ-20

Гармату Бр-2, як і інші артилерійські установки триплексу великої потужності, важко визнати вдалим зразком. Багато в чому цей факт пов'язаний з нестачею досвіду молодої радянської конструкторської школи, яка зайняла одну з провідних позицій у світі лише у самому кінці 1930-х — початку 1940-х років, після довгого шляху, що включав створення не найбільш вдалих зразків і широке запозичення передового закордонного досвіду. Проєктування ж гармат великої й особливої потужності, зважаючи на великі складності даних систем, що представляли особливу складність у порівнянні з іншими класами артилерійських систем. Недостатній досвід в цій області й слабке використання закордонних напрацювань сильно перешкоджали радянським конструкторам в їх діяльності.
Головною проблемою Бр-2, як і всього триплексу, став гусеничний лафет. Його конструкція замислювалася як така, що забезпечувала високу прохідність під час руху цілиною або ріллею, що в теорії дозволяло підвищити живучість гармати шляхом швидкої зміни вогневої позиції в нерозібраному вигляді. У реальності використання гусеничного лафета призвело до громіздкості та дуже низької мобільності всієї системи як в нерозібраному, так і в розібраному вигляді. Можливості маневру вогнем були сильно обмежені кутом горизонтального наведення (ГН) лише у 8°. Для повороту гармати силами розрахунку за межі кута ГН потрібно не менше 25 хвилин. Сама необхідність розбирання гармати у поході і наявність окремого ствольного воза не сприяли мобільності та живучості системи. Гармата з трудом переміщалася найбільш потужними з наявних радянських тягачів, у разі ж умов поганої прохідності (бездоріжжя, ожеледь) дана система фактично втрачала рухомість. Таким чином, гармата мала погану маневровість за всіма параметрами.
Серед інших недоліків гармати необхідно вказати невисоку скорострільність. Живучість ствола, попри всі модернізації, також мала б бути кращою. Поспішність із запуском недостатньо випробуваної системи в серійне виробництво призвела до того, що й без того нечисленна артсистема розділилася на дві серії, що різнилися нарізкою ствола й використовуваними боєприпасами.
Проблеми зі гарматами великої та особливої потужності радянського виробництва змусили керівництво країни звернутися до випробуваного шляху — використання передового закордонного досвіду. У 1938 році з фірмою «Шкода» був укладений договір на постачання дослідних зразків та технічної документації для двох потужних артсистем — 210-мм гармати та 305-мм гаубиці, які отримали у виробництві індекси Бр-17 і Бр-18.
Головною ж проблемою всієї радянської важкої гарматної артилерії було вкрай мале число випущених гармат. Станом на червень 1941 року, РСЧА мала лише 37-38 гармати Бр-2, включаючи полігонні зразки та малобоєздатні гармати з дрібною нарізкою, а також 9 гармат Бр-17, до яких на початку війни були відсутні боєприпаси.
Для порівняння, вермахт мав відразу кілька типів потужних 150-мм гармат — K. 16 (28 гармат), SKC/28 (не менше 45 гармат), K. 18 (не менше 101 гармати) і K. 39 (53 гармат). Всі вони були високомобільними артилерійськими системами на колісному ходу з потужною балістикою. Наприклад, 150-мм гармата K. 18 володіла наступними тактико-технічними характеристиками: похідна маса 18 310 кг, бойова — 12 930 кг, кут ГН — 360° на платформі або 11° з розсунутими станинами, скорострільність — 2 постр/хв, максимальна дальність стрільби — 24 740 м. Очевидно, що K. 18 при однаковій з Бр-2 дальності стрільби якісно перевершувала радянську гармату за всіма іншими параметрами. Також німецькі гармати мали значно більший асортимент боєприпасів, що охоплював три різновиди осколково-фугасних снарядів: бетонобійний, бронебійний і півбронебійний снаряди. Єдиною перевагою Бр-2 можна назвати дещо більш потужний осколково-фугасний снаряд, що містить на 1 кг більше вибухівки у порівнянні з німецьким аналогом. Навіть більші за масою 170-мм гармати на мортирному лафеті K. 18 Mrs.Laf. (випуск за 1941—1945 роки — 338 гармат), що стріляли снарядом вагою 68 кг на відстань 29,5 км, перевершували по рухливості Бр-2.
Також має інтерес зіставлення характеристик Бр-2 з американською важкою 155-мм гарматою M1 «Довгий Том». Остання гармата була розроблена, як і Бр-2, в середині 1930-х років, мала ствол довжиною в 45 калібрів, дульну швидкість в 853 м/с. Незважаючи на те, що «Довгий Том» поступався Бр-2 в максимальній дальності стрільби майже на 2 км (23,2 км проти 25 км), він мав масу в похідному положенні 13,9 т (в бойовому ще менше), що було майже на 4,5 тонни менше бойової маси Бр-2. Крім того, американська гармата монтувалася на колісному лафеті особливої конструкції з розсувними станинами, у якого колеса підіймалися при стрільбі, а опорою слугувала спеціальна платформа, що опускається на ґрунт. У порівнянні з гусеничним лафетом Бр-2, що відкочувався назад під час стрільби, це дозволяло істотно виграти в точності вогню; крім того, сектор горизонтального наведення становив 60°. Нерозбірність, мобільність «Довгого Тома» разом з наявністю потужних тягачів і високою точністю стрільби явно ставить Бр-2 у невигідне становище навіть за меншої дальності стрільби «Довгого Тома» у порівнянні з Бр-2.

## Характеристики і властивості боєприпасів
Гармата Бр-2 стріляла тільки своїми власними, спеціально для неї розробленими боєприпасами; причому гармати з глибокою і дрібною нарізкою також мали свої власні невзаємозамінні снаряди. Снаряди для гармат з глибокою нарізкою мали один ведучий пасок, а для гармат з дрібною нарізкою — два паски. Асортимент снарядів включав осколково-фугасні та бетонобійні снаряди, не виключено наявність хімічних, а пізніше і спеціальних (ядерних) боєприпасів, однак достеменно вірна інформація з цього приводу відсутня. Заряди скомпоновані у картузи, всього є 3 заряди — повний, № 1 і № 2, причому на службі були «старі» і «нові» заряди, однакові по балістиці, але різні за складом напівзарядів, пучків, додаткових пакетів і за масою.
| Номенклатура боєприпасів для гармати Бр-2 з глибокою нарізкою ствола. |            |                  |             |                          |                       |
| Тип                                                                   | Індекс ГАУ | Вага снаряда, кг | Вага ВР, кг | Початкова швидкість, м/с | Дальність таблична, м |
| Осколково-фугасні снаряди                                             |            |                  |             |                          |                       |
| Осколково-фугасний                                                    | 53-ОФ-551  | 48,9             | 6,53        | 880                      | 25 000                |
| Бетонобійні снаряди                                                   |            |                  |             |                          |                       |
| Бетонобійний                                                          | 53-Г-551   | 49,0             | ?           | ?                        | ?                     |

| Номенклатура боєприпасів для гармати Бр-2 з дрібною нарізкою ствола. |            |                  |             |                          |                       |
| Тип                                                                  | Індекс ГАУ | Вага снаряда, кг | Вага ВР, кг | Початкова швидкість, м/с | Дальність таблична, м |
| Осколково-фугасні снаряди                                            |            |                  |             |                          |                       |
| Осколково-фугасний                                                   | 53-ОФ-550  | 49,0             | 7,0         | 880                      | 27 000                |
| Бетонобійні снаряди                                                  |            |                  |             |                          |                       |
| Бетонобійний                                                         | 53-Г-550   | 49,0             | ?           | ?                        | ?                     |

## Музеї
Гармати Бр-2 на гусеничному лафеті знаходяться в експозиціях:
- Музею артилерії та інженерних військ в Санкт-Петербурзі
- Центрального музею Збройних Сил у Москві
- Музею героїчної оборони і визволення Севастополя на Сапун-горі у Севастополі (севастопольський експонат виготовлений в 1937 році на артилерійському заводі «Барикади» у Сталінграді з використанням гусеничного лафета 203-мм гаубиці Б-4[11])
- Самохідна установка СУ-14-1 з Бр-2 експонується у Військово-історичному музеї бронетанкових військ в Кубинці.